# Lago di Piana degli Albanesi
Il lago di Piana degli Albanesi (liqeni i Horës së Arbëreshëvet in albanese arbëresh) è il più antico bacino artificiale della Sicilia, e tra i più grandi, nonché alti, con i suoi 610 m s.l.m. Si estende su un'area di 310 ettari nel territorio comunale di Piana degli Albanesi e di Santa Cristina Gela, nella città metropolitana di Palermo.

## Storia
Il lago di Piana degli Albanesi costituisce un'importante area naturalistica di circa 310 ettari e, insieme a lingua, rito e costumi, è uno degli elementi simbolo di Piana degli Albanesi. 
I lavori per la costruzione dell'invaso iniziarono nel 1921 su progetto dell'ingegnere Aurelio Drago alla sommintà del burrone denominato Honi. 
L'opera venne inaugurata nel luglio del 1923 mediante lo sbarramento effettuato lungo il corso del fiume Belice Destro (Honë in lingua albanese locale) e si estende su una superficie di 40 km². Fu così adibito a uso idropotabile, agricolo e idroelettrico.
Intorno agli anni ’20 dello scorso secolo, un’interessante linea ferroviaria Palermo Lolli - Camporeale - (Salaparuta) rimase incompiuta, e doveva collegare Palermo, Baida, Monreale, Fiumelato, Altofonte, Cozzo Vaccheria, S. Cristina Gela, Piana degli Albanesi, Kumeta (lago), Kaggio, Cerasa, S. Cipirello, Balletto, Camporeale. Alcuni tratti ferroviari vennero poi trasformati in strade di collegamento (come a Monreale/Pezzingoli). Originariamente pensata per collegare con una linea a scartamento ridotto Palermo con Trapani via Calatafimi, durante i lavori di costruzione il progetto fu rivisto e il capolinea fu spostato a Salaparuta, dove si sarebbe dovuta allacciare alla Castelvetrano-Burgio.
I lavori di costruzione iniziarono nel 1924 e proseguirono fino al 1935, quando l'armamento destinato a questa linea fu inviato in Africa.
La sede ferroviaria, con numerose opere e tutti i fabbricati di servizio, fu interamente costruita da Palermo a Camporeale (circa 65 km). Il tratto Palermo - Monreale fu anche armato, ma non vide mai transitare nessun treno. Ai bordi del lago di Piana degli Albanesi permane la stazione ferroviaria di Kumeta, oggi trasformata in punto di ristorazione.
Il lago si inserisce in modo perfettamente armonico nella storia della città. La ricchezza d'acqua del territorio era stata alla base della scelta originaria del sito dagli esuli albanesi. Dal punto di vista paesaggistico è molto scenografico, ciò per cui è di forte richiamo turistico.
Nel 1999 buona parte del lago di Piana degli Albanesi è diventata oasi WWF per la protezione del patrimonio naturalistico.

## Geografia
Il lago è circondato da un'alta e articolata catena montuosa di natura prevalentemente calcarea, le cui cime più alte sono i monti: Pizzuta (1.333 m), Xeravulli (1.246 m), Kumeta (1.233 m), Rossella (1064) e monte Leardo (1016 m). Si estende su un'area di 310 ettari, con altitudine al massimo invaso di 612 m s.l.m. e volume di 29.81 (m 310.6).

## La diga e la centrale
La diga è stata la prima realizzazione della Sicilia a cavità in muratura di pietrame a secco, sistemata a mano.
Il lago fu creato tra il 1920 e il 1923, per produrre energia elettrica. L'acqua che esce da essa fa un salto di 475 metri fino alla centrale idroelettrica di Casuzze presso Palermo. Negli anni sessanta, per l'aumentata richiesta di energia elettrica, l'impianto è stato ristrutturato con la costruzione di una nuova centrale in contrada Guadalami (Guajdhallam in lingua arbëreshe) immediatamente a valle del lago. L'acqua dopo essere stata rilasciata nel serbatoio inferiore di Guadalami, durante le ore notturne viene pompata nuovamente nel lago di Piana degli Albanesi che ha una capacità totale di accumulazione pari a 32.000.000 di metri cubi. L'impianto di Guadalami ha una potenza totale installata di 80.000 kW e una capacità di produzione media annua di 27 milioni di chilowattora, sufficienti al fabbisogno di circa 10.000 famiglie. La prima centrale di Casuzze è sempre in funzione.

## L'oasi

### Flora e fauna
L'Oasi di Piana degli Albanesi è costituita da un terreno di circa 410 ettari, ceduto in gestione, nel 1999, dall'Enel al WWF. 
Numerosi sono i prati tipici degli ambienti mediterranei, mentre attigui alle sponde si trovano ricchi pascoli caratterizzati da praterie di graminacee perenni. Varia e molto diffusa è la vegetazione arborea ed arbustiva. In prossimità dei numerosi ruscelli che si riversano nel lago sono presenti veri e propri boschetti, dal salice rosso e bianco al numeroso pioppo nero, alle tamerici e ai vecchi impianti forestali con pino d’Aleppo, insieme alle meno numerose conifere, pioppi, querceti ed eucalipti. Diffusa anche la vegetazione minore dei boschi con il prugnolo e varie specie di rosa. Le eminenze botaniche e zoologiche sono degne di particolarissima attenzione; basti considerare la presenza di boschetti residui di agrifoglio.
La fauna è molto varia: presenti sono le istrici, i ricci, le volpi rosse, le lepri, i conigli selvatici, la rana agile (Rana dalmatina) e la rana di Lessona (Pelophylax lessonae). Le acque del lago ospitano, soprattutto nel periodo invernale, numerose specie di uccelli acquatici, come folaghe, cormorani ed anatre e poi moriglioni, altri si aggiungono durante la migrazione primaverile, codoni, marzaiole ed alzavole, più discreta è la presenza degli uccelli nel periodo estivo, quando le folaghe e i germani reali costruiscono il loro nido in prossimità delle sponde e dei salici semisommersi. Altri animali riconoscibili sono le aquile reali, le poiane, i gheppi, i falchi pellegrini, le carpe, i carassi, le tinche e i persici trota.

## Galleria d'immagini

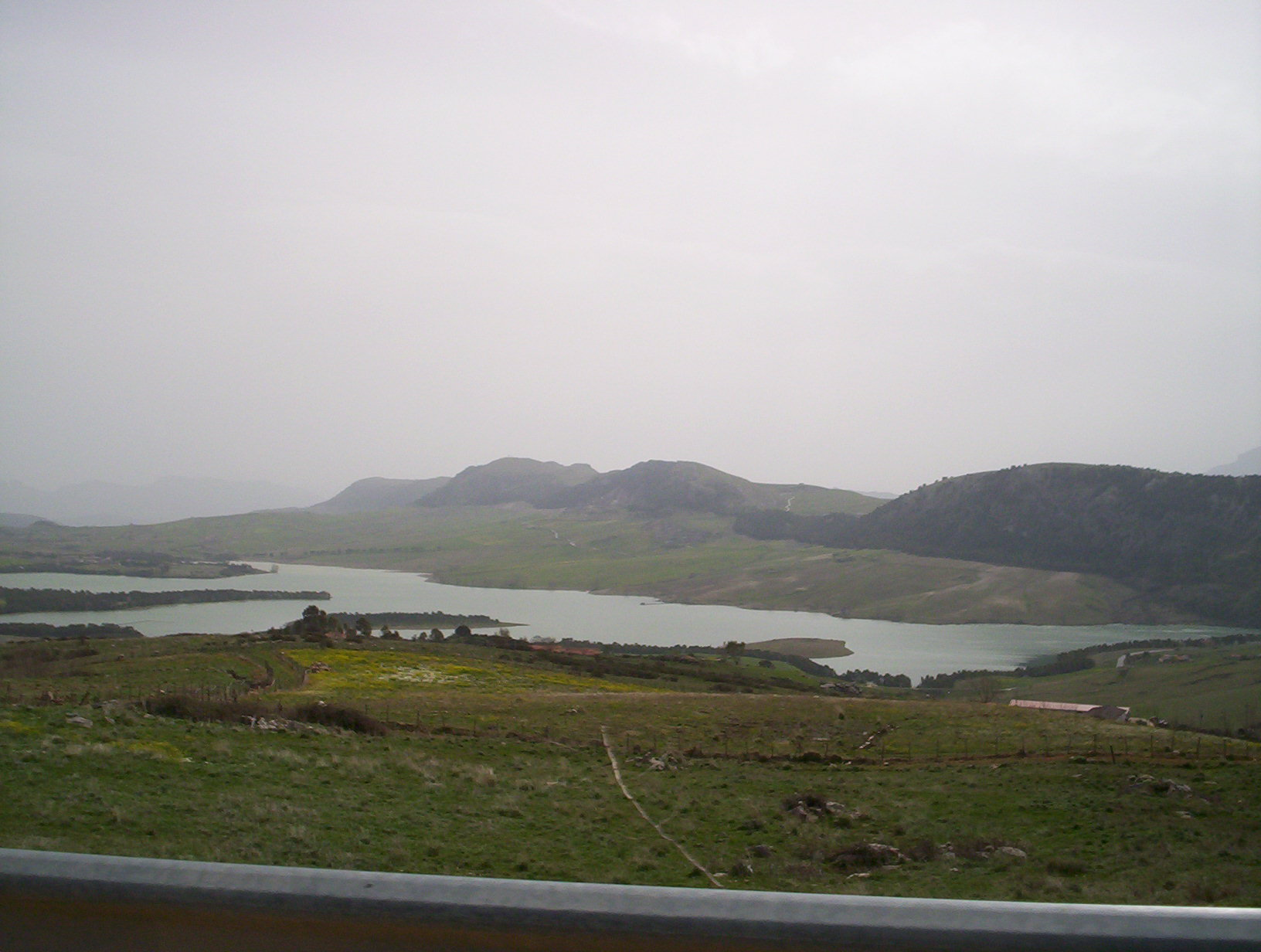
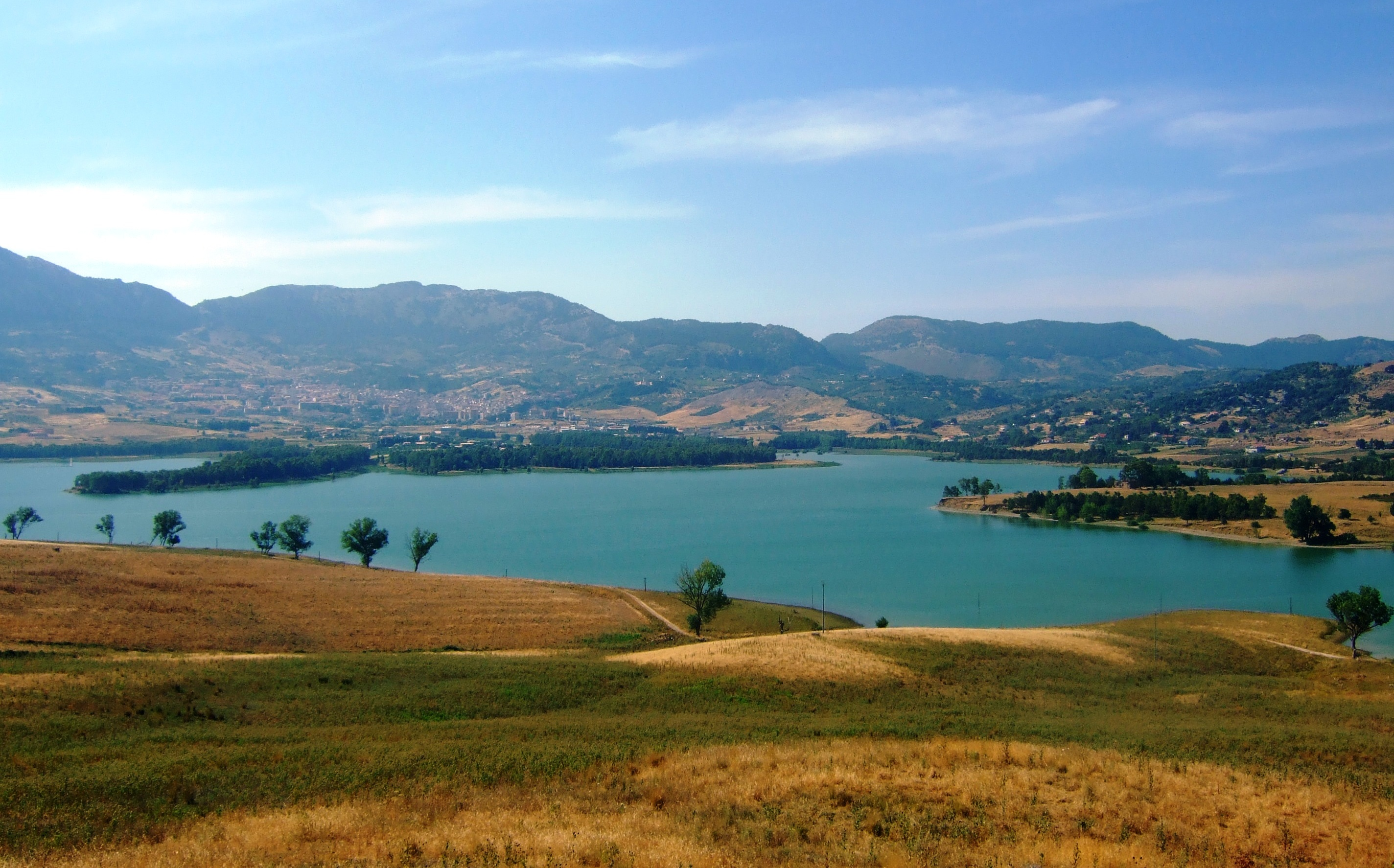
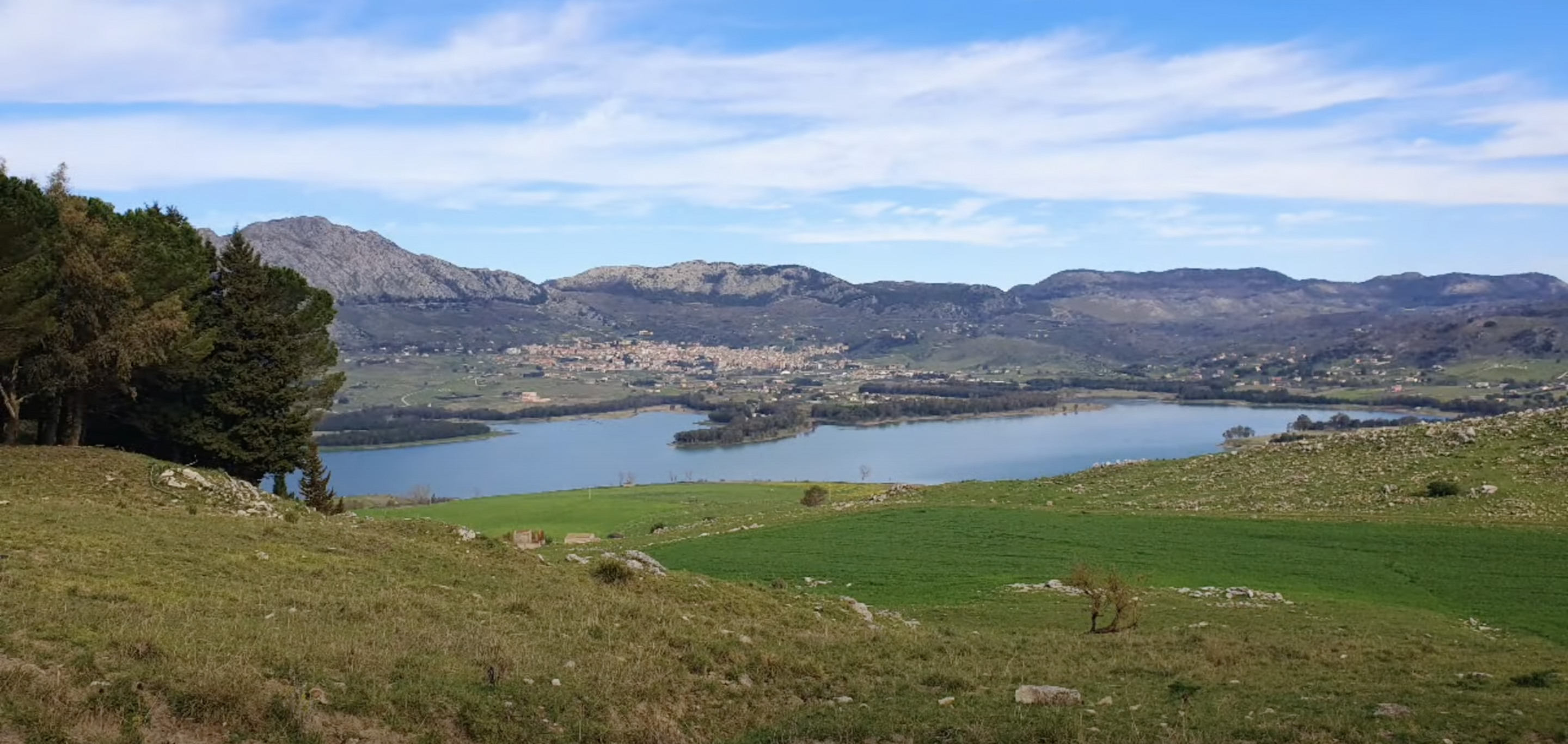
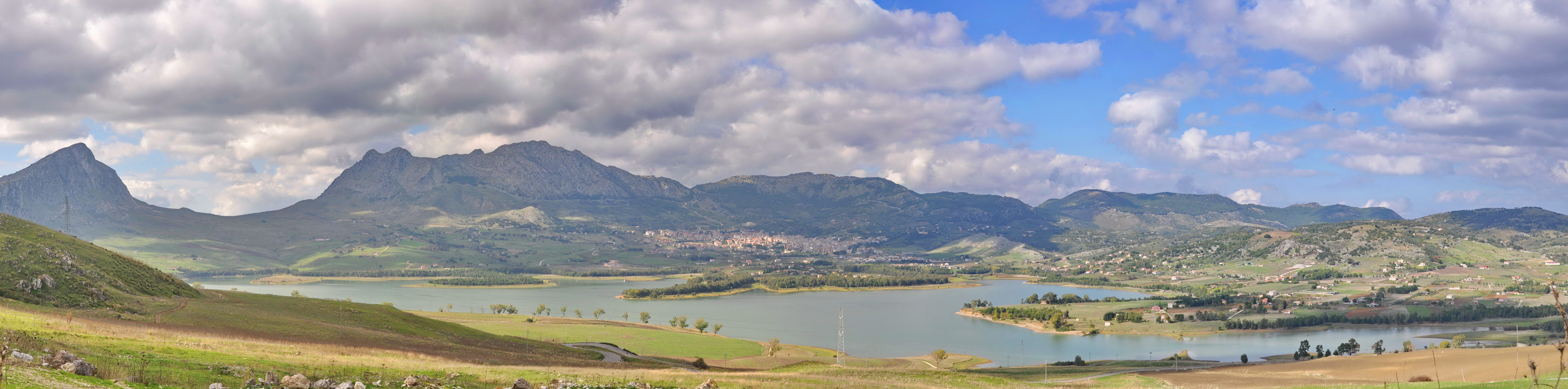